# Новая Зеландия на летних Олимпийских играх 1992
Новая Зеландия принимала участие в Летних Олимпийских играх 1992 года в Барселоне (Испания) в восемнадцатый раз за свою историю, и завоевала одну золотую, четыре серебряные и пять бронзовых медалей. Сборную страны представляли 42 женщины.

## 01!Золото
- Парусный спорт, женщины — Барбара Кендалл.

## 02!Серебро
- Плавание, мужчины, 200 метров, баттерфляй — Даньён Лоадер.
- Конный спорт, мужчины — Vicki Latta, Andrew Nicholson и Blyth Tait.
- Парусный спорт, женщины — Leslie Egnot и Jan Shearer.
- Парусный спорт, мужчины — Don Cowie и Rod Davis.

## 03!Бронза
- Конный спорт, мужчины — Блит Тайт.
- Парусный спорт, мужчины — Крейг Монт.
- Бокс, мужчины — Дэвид Туа.
- Лёгкая атлетика, женщины, марафон — Лорейн Моллер.
- Велоспорт, мужчины — Гари Андерсон.

## Результаты соревнований

### Академическая гребля
В следующий раунд из каждого заезда проходили несколько лучших экипажей (в зависимости от дисциплины). В финал A выходили 6 сильнейших экипажей, остальные разыгрывали места в утешительных финалах B-D.
Мужчины
| Соревнование | Спортсмены   | Предварительный заезд | Предварительный заезд | Предварительный заезд | Отборочный заезд | Отборочный заезд | Отборочный заезд | Полуфинал     | Полуфинал     | Полуфинал     | Финал   | Финал   | Итоговое место |
| Соревнование | Спортсмены   | Заезд                 | Время                 | Место                 | Заезд            | Время            | Место            | Заезд         | Время         | Место         | Время   | Место   | Итоговое место |
| ------------ | ------------ | --------------------- | --------------------- | --------------------- | ---------------- | ---------------- | ---------------- | ------------- | ------------- | ------------- | ------- | ------- | -------------- |
| одиночки     | Эрик Вердонк | 4                     | 6:58,35               | 2                     | 1                | 7:02,40          | 1 Q              | Полуфинал A/B | Полуфинал A/B | Полуфинал A/B | Финал A | Финал A | 4              |
| одиночки     | Эрик Вердонк | 4                     | 6:58,35               | 2                     | 1                | 7:02,40          | 1 Q              | 2             | 6:56,79       | 3 QA          | 6:57,45 | 4       | 4              |